# Frédéric-Charles de Hesse-Cassel
Pour les articles homonymes, voir Frédéric de Hesse.
 (mai 2013).
Si vous disposez d'ouvrages ou d'articles de référence ou si vous connaissez des sites web de qualité traitant du thème abordé ici, merci de compléter l'article en donnant les références utiles à sa vérifiabilité et en les liant à la section « Notes et références ».
Frédéric-Charles de Hesse-Cassel (en allemand : Friedrich Karl von Hessen-Kassel), landgrave de Hesse-Cassel et chef de la maison électorale de Hesse en 1925, est né au château de Panker (Holstein) le 1er mai 1868 et décédé le 28 mai 1940 à Cassel. Général d'infanterie prussienne, il est pressenti pour devenir roi de Finlande lors de la tentative d'établissement du royaume de Finlande en 1918 sous le nom de Charles Ier.

## Famille
Troisième fils de Frédéric de Hesse-Cassel, landgrave de Hesse-Cassel, et de la princesse Anne de Prusse, fille du prince Charles de Prusse et de la princesse Marie de Saxe-Weimar-Eisenach. Le landgrave est un cousin issu de germain du Kaiser Guillaume II d'Allemagne.
En 1893, Frédéric-Charles de Hesse-Cassel épousa la princesse Marguerite de Prusse (1872-1954), sœur de l'empereur Guillaume II d'Allemagne. Six enfants sont nés de cette union :
- Frédéric-Guillaume de Hesse-Cassel (1893-tué en 1916) ;
- Maximilien de Hesse-Cassel (1894-tué en 1914) ;
- Philippe de Hesse-Cassel (1896-1980 - jumeau de Wolfgang), chef de toute la Maison de Hesse, Obergruppenführer dans la SA, en 1925, il épousa la princesse Mafalda de Savoie (1902-1944) ;
- Wolfgang de Hesse-Cassel (1896-1989 - jumeau de Philippe), en 1924 il épousa Marie-Alexandra de Bade (1902-1944), fille du margrave-chancelier Max de Bade. Veuf, il épousa en 1948 Ottilie Moeller (1903-1991) ;
- Richard de Hesse-Cassel (1901-1969 - jumeau de Christophe), non marié ;
- Christophe de Hesse-Cassel (1901-tué en 1943 - jumeau de Richard), en 1930 il épouse la princesse Sophie de Grèce (1914-2001), fille du prince André de Grèce et sœur de Philip Mountbatten.

## Biographie

### Maison de Hesse-Cassel

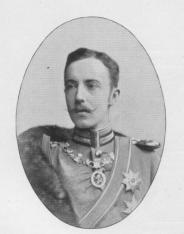
Frédéric-Charles de Hesse

Dans les années 1840, son père fut un des candidats possibles à la succession du roi Christian VIII de Danemark, mais il renonça à ses prétentions en faveur de sa sœur, Louise de Hesse-Cassel, et c'est le mari de cette dernière qui accéda au trône danois sous le nom de Christian IX.
En 1866, la Prusse annexa la Hesse-Cassel, alors au rang d'Électorat. Frédéric-Charles s’installa au Danemark en 1875. À la mort de son frère, il devint le chef de la maison de Hesse.
Frédéric-Charles demeure à la tête de la famille royale de Hesse jusqu’à son décès survenu en 1940.
Ses deux fils aînés tombent au champ d'honneur lors du premier conflit mondial. Les enfants suivants sont des jumeaux, Wolfgang et Philippe, Philippe étant considéré comme l'aîné des deux. Comme son cadet Christophe, proche des milieux fascisants, le landgrave Philippe avait contracté une union brillante en épousant en 1925 la princesse Mafalda de Savoie, fille du roi Victor-Emmanuel III d'Italie. Il devint officier des SA et servit d'agent de liaison entre Hitler et Mussolini alors que son épouse était une anti-nazie convaincue qui mourut au camp de Buchenwald.
Frédéric Charles de Hesse-Cassel appartient à la lignée des Hesse-Cassel appartenant à la branche aînée de la Maison de Hesse, elle-même issue de la branche aînée de la Maison de Brabant.
Frédéric Charles de Hesse-Cassel est le grand-père du grand-duc de Hesse, le prince Moritz de Hesse-Darmstadt.

### Élection comme roi de Finlande
Dans le cadre plus général de la Première Guerre mondiale et dans l'optique d'affaiblir un peu plus l'Empire russe, sous les incitations allemandes, la Finlande déclare son indépendance de la Russie le 6 décembre 1917. Il s'ensuit immédiatement un débat sur la mise en place d’une république ou d’une monarchie. Les monarchistes étant minoritaires au Parlement (Eduskunta) lors de la déclaration d’indépendance de la Finlande, le texte adopté prépare la venue d'un régime républicain. Toutefois, lors de la guerre civile, le parti social-démocrate est exclu du Parlement, tout comme les socialistes et les communistes. La monarchie est proclamée.
Frédéric-Charles est élu roi de Finlande par le Parlement (Eduskunta) le 9 octobre 1918, sous le nom de Fredrik Kaarle ; la raison de ce choix va aussi bien à la gratitude pour l'aide apportée par l'Empire allemand lors de la guerre civile que, comme pour les autres pays baltes, du fait des pressions militaires que l’Empire allemand fait peser sur le pays. Mais la chute de la monarchie allemande et la signature de l’armistice le 11 novembre 1918 met un terme à la tentative de mise en place du royaume de Finlande, qui n'a alors plus de protecteur. Après un règne fort bref et purement formel, Frédéric-Charles est contraint de renoncer au trône, les Alliés ne pouvant accepter un allié et parent de l’ex-empereur allemand nommé à la tête d’un des pays de la nouvelle Europe. Après de nouvelles élections, la Finlande proclame la république en juillet 1919.